# 56. Infanterie-Brigade (Deutsches Kaiserreich)
Die 56. Infanterie-Brigade war ein Großverband der Preußischen Armee.

## Geschichte
Die 56. Infanterie-Brigade wurde am 1. Juli 1871 in Rastatt aufgestellt und war bis Ende November 1916 Teil der 28. Division mit Sitz in Karlsruhe, die dem XIV. Armee-Korps in Karlsruhe zugeordnet war. Vom 30. November 1916 an war sie bis zum 4. April 1917 Teil der 52. Reserve-Division und gehörte danach bis zum Kriegsende zur 52. Infanterie-Division.

### Gliederung
- 1871

1. Oberschlesisches Infanterie-Regiment Nr. 22, 3. Badische Infanterie-Regiment Nr. 111, 3. Badisches Landwehr-Regiment Nr. 111
- 1872

Wie vor, zusätzlich
4. Badisches Landwehr-Regiment Nr. 112
- 1873 bis 1888[1]

Wie 1871
- 1888 bis 1909

Infanterie-Regiment „von Lützow“ (1. Rheinisches) Nr. 25, Infanterie-Regiment Margraf Ludwig Wilhelm (3. Badisches) Nr. 111
- 1910 bis 1914

Füsilier-Regiment „Fürst Karl-Anton von Hohenzollern“ (Hohenzollernsches) Nr. 40, Infanterie-Regiment Margraf Ludwig Wilhelm (3. Badisches) Nr. 111
- Kriegsgliederung bei Mobilmachung im August 1914

Wie vor,  zusätzlich 1. Eskadron Jäger-Regiment zu Pferde Nr. 5
- Kriegsgliederung am 26. Mai 1918

Infanterie-Regiment Nr. 111, Infanterie-Regiment Nr. 169, Infanterie-Regiment Nr. 170, MG-Scharfschützen-Abteilung Nr. 138, 4. Eskadron Ulanen-Regiment „Hennigs von Treffenfeld“ (Altmärkisches) Nr. 16

### Erster Weltkrieg
Mit der Mobilmachung im August 1914 musste die Brigade das Brigade Ersatz Bataillon 56 aufstellen und wurde im Verband der 28. Division ausschließlich an der Westfront eingesetzt. 1915 wurde an der Westfront die 52. Infanterie-Division und ihr die Infanterie-Brigade 56 unterstellt.
Zu den Kampfhandlungen, Gefechten und Schlachten siehe Kampfgeschehen der 29. Division, Kampfgeschehen der 52. Reserve-Division und Kampfgeschehen der 52. Infanterie-Division.

### Brigadekommandeure
| Name                            | Datum                                  |
| ------------------------------- | -------------------------------------- |
| Alfred von Degenfeld            | 15. Juli 1871 bis 1. November 1871     |
| Helmuth von Ziemietzky          | 2. November 1871 bis 12. November 1873 |
| Theodor Gericke                 | 13. November 1873 bis 31. Mai 1875     |
| Wilhelm von der Osten           | 1. Juni 1875 bis 14. März 1881         |
| Hermann von Melchior            | 15. März 1881 bis 14. Januar 1887      |
| Karl von Tresckow               | 15. Januar 1887 bis 16. Januar 1888    |
| Maximilian von Lindeiner-Wildau | 17. Januar 1888 bis 23. März 1890      |
| Maximilian von Buch             | 24. März 1890 bis 24. März 1893        |
| Georg von Heineccius            | 25. März 1893 bis 4. Juli 1894         |
| Viktor von Wagenhoff            | 5. Juli 1894 bis 15. Juni 1896         |
| Conrad von Hugo                 | 16. Juni 1896 bis 14. Juni 1899        |
| Ernst Eduard von Holbach        | 15. Juni 1899 bis 28. September 1901   |
| Karl Voelker                    | 29. September 1901 bis 9. März 1904    |
| Axel von Woedtke                | 10. März 1904 bis 21. März 1907        |
| Karl von Horn                   | 22. März 1907 bis 23. März 1909        |
| Theodor von Watter              | 24. März 1909 bis 21. März 1912        |
| Erich von Lochow                | 22. März 1912 bis 17. April 1913       |
| Erich Freyer                    | 18. April 1913 bis 31. Oktober 1914    |
| Paul Tiede                      | 1. November 1914 bis 8. Januar 1916    |
| Hans Paris                      | 9. Januar 1916 bis 9. Mai 1918         |
| Hermann von Doetinchem de Rande | 10. Mai 1918 bis 7. Oktober 1918       |
| Oberst Rogge                    | 8. Oktober 1918 bis Kriegsende         |
| Oskar de Lorne de St. Ange      | 2. Februar 1919 (Demobilisierung)      |